# Anchors Aweigh (film)
Anchors Aweigh is een MGM musical uit 1945, gefilm in Technicolor. Hoofdrollen zijn voor Gene Kelly, Frank Sinatra, en Kathryn Grayson; verder een opvallende rol voor José Iturbi, als zichzelf. 
Het verhaal is eenvoudig maar charmant. Twee matrozen gaan op een kort verlof in Hollywood en hebben grote ambities, die spaak lopen op een jongetje dat besloten heeft bij de marine te gaan. Bij het naar huis brengen van het jongetje komt zijn tante in beeld, die verrassend jeugdig is, en haar eigen plannen heeft: ze wil doorbreken als zangeres. De nodige verwikkelingen volgen.
De film was baanbrekend vanwege een ingevoegde animatie-scene met Jerry Mouse, die met Gene Kelly danst (iets dat later op grotere schaal werd toegepast in Mary Poppins). Het was oorspronkelijk de bedoeling om Mickey Mouse in de film mee te laten doen, maar Disney Studios wilde niet. Jerry Mouse was tweede keus. De film bevat ook uitgebreide beelden van het Hollywood van 1945.
De film werd genomineerd voor vijf Oscars, waaronder de Oscar voor beste film. De film wist uiteindelijk één nominatie te verzilveren. Ook commercieel deed de film het goed.

## Rolverdeling
| Acteur          | Personage                     |
| --------------- | ----------------------------- |
| Gene Kelly      | Joseph “Joe” Brady            |
| Frank Sinatra   | Clarence “Brooklyn” Doolittle |
| Kathryn Grayson | Susan Abbott                  |
| José Iturbi     | zichzelf                      |
| Dean Stockwell  | Donald Martin                 |
| Pamela Britton  | meisje uit Brooklyn           |
| Rags Ragland    | politie-sergeant              |
| Billy Gilbert   | manager van café              |
| Henry O'Neill   | admiraal Hammond              |
| Carlos Ramirez  | Carlos                        |
| Grady Sutton    | Bertram Kraler                |
| Leon Ames       | adjudant van admiraal         |
| Sara Berner     | Jerry Mouse                   |

## Prijzen en nominaties
| Jaar | Prijs          | Categorie              | Genomineerde(n)                 | Uitslag     |
| ---- | -------------- | ---------------------- | ------------------------------- | ----------- |
| 1945 | Academy Awards | Beste film             | Beste film                      | Genomineerd |
| 1945 | Academy Awards | Beste acteur           | Gene Kelly                      | Genomineerd |
| 1945 | Academy Awards | Beste camerawerk       | Charles P. Boyle, Robert Planck | Genomineerd |
| 1945 | Academy Awards | Beste originele muziek | George Stoll                    | Gewonnen    |
| 1945 | Academy Awards | Beste originele nummer | Jule Styne, Sammy Cahn          | Genomineerd |